# Сезон ФК «Дніпро» (Дніпропетровськ) 1990
Сезон ФК «Дніпро» (Дніпропетровськ) 1990 — сезон футбольного клубу «Дніпро» у 53-ому Чемпіонаті СРСР.

## Склад команди
| № | Поз. | Нац. | Гравець             |
| - | ---- | ---- | ------------------- |
|   | ВР   |      | Валерій Городов     |
|   | ВР   |      | Сергій Краковський  |
|   | ЗХ   |      | Сергій Беженар      |
|   | ЗХ   |      | Олег Бенько         |
|   | ЗХ   |      | Петро Буц           |
|   | ЗХ   |      | Володимир Геращенко |
|   | ЗХ   |      | Володимир Горілий   |
|   | ЗХ   |      | Євген Яровенко      |
|   | ПЗ   |      | Володимир Багмут    |
|   | ПЗ   |      | Олександр Жидков    |
|   | ПЗ   |      | Ігор Ледяхов        |
|   | ПЗ   |      | Сергій Мамчур       |
|   | ПЗ   |      | Валентин Москвін    |

| № | Поз. | Нац. | Гравець            |
| - | ---- | ---- | ------------------ |
|   | ПЗ   |      | Валерій Плотніков  |
|   | ПЗ   |      | Олексій Сасько     |
|   | ПЗ   |      | Олег Смолянінов    |
|   | ПЗ   |      | Вадим Тищенко      |
|   | НП   |      | Юрій Гудименко     |
|   | НП   |      | Сергій Коновалов   |
|   | НП   |      | Микола Кудрицький  |
|   | НП   |      | Євген Похлебаєв    |
|   | НП   |      | Андрій Сидельников |
|   | НП   |      | Едуард Сон         |
|   | НП   |      | Євген Шахов        |
|   | ПЗ   |      | Андрій Юдін        |

## Кубок чемпіонів
| Раунд      | Команда             | Рахунок |
| ---------- | ------------------- | ------- |
| 1/4 фіналу | «Бенфіка» (Лісабон) | 0:4     |

## Чемпіонат СРСР з футболу

### Календар чемпіонату СРСР
| Тур | Команда               | Рахунок | Тур | Команда             | Рахунок | Тур | Команда               | Рахунок |
| --- | --------------------- | ------- | --- | ------------------- | ------- | --- | --------------------- | ------- |
| 1   | «Ротор» (Волгоград)   | 3:1     | 11  | «Динамо» (Москва)   | 1:0     | 21  | «Динамо» (Москва)     | 5:1     |
| 2   | «Торпедо» (Москва)    | 1:0     | 12  | «Арарат» (Єреван)   | 2:2     | 22  | «ЦСКА-Памір»          | 2:3     |
| 3   | «Динамо» (Мінськ)     | 2:0     | 13  | «ЦСКА-Памір»        | 4:1     | 23  | ЦСКА (Москва)         | 1:2     |
| 5   | «Спартак» (Москва)    | 1:1     | 15  | ЦСКА (Москва)       | 2:2     | 24  | «Шахтар»              | 4:2     |
| 6   | «Шахтар»              | 0:0     | 16  | «Спартак» (Москва)  | 2:0     | 25  | «Динамо» (Мінськ)     | 3:1     |
| 7   | «Металіст»            | 0:0     | 17  | «Металіст» (Харків) | 3:0     | 26  | «Чорноморець» (Одеса) | 2:0     |
| 8   | «Динамо» (Київ)       | 1:0     | 18  | «Динамо» (Київ)     | 2:1     | 27  | «Ротор» (Волгоград)   | 2:1     |
| 9   | «Чорноморець» (Одеса) | 1:0     | 20  | «Арарат» (Єреван)   | 1:1     | 28  | «Торпедо» (Москва)    | 1:0     |

Примітка

Блакитним кольором виділені домашні ігри.

### Турнірна таблиця
| Місце | Команда            | Ігор | В  | Н | П | РМ    | Очок |
| ----- | ------------------ | ---- | -- | - | - | ----- | ---- |
| 5     | «Спартак» (Москва) | 24   | 12 | 5 | 7 | 39-26 | 29   |
| 6     | «Дніпро»           | 24   | 11 | 6 | 7 | 39-26 | 28   |
| 7     | «Арарат» (Єреван)  | 24   | 8  | 7 | 9 | 25-23 | 23   |

## Кубок СРСР з футболу1990-1991

### Виступи
| Раунд       | Команда         | Рахунок |
| ----------- | --------------- | ------- |
| 1/16 фіналу | «Алга» (Фрунзе) | 1:2 4:0 |
| 1/8 фіналу  | ЦСКА (Москва)   | 1:4 2:2 |

## Кубок Федерації

### Виступи
| Раунд      | Команда               | Рахунок |
| ---------- | --------------------- | ------- |
| Група А    | «Металіст» (Харків)   | 1:1     |
| Група А    | «Чорноморець» (Одеса) | 1:1     |
| Група А    | «Арарат» (Єреван)     | 8:3     |
| Група А    | «Шахтар» (Донецьк)    | 1:0     |
| 1/2 фіналу | «Динамо» (Мінськ)     | 1:0     |
| Фінал      | «Чорноморець» (Одеса) | 0:2     |

## Кубок УЄФА
| Раунд       | Команда | Рахунок |
| ----------- | ------- | ------- |
| 1/32 фіналу | «Хартс» | 2:4     |

| 19 вересня 1990 |

| «Дніпро»      | 1 – 1 | «Хартс»       |
| ------------- | ----- | ------------- |
| Робертсон 22' | звіт  | Гудименко 56' |

| «Метеор» (Дніпропетровськ) Глядачів: 15 500 Арбітр: В. Феклер (ФРН) |

«Дніпро»: Городов, Юдін, Геращенко, Сидельников, Беженар, Кудрицький (Смолянинов, 68), Багмут, Бенько (Яровенко, 58), Сон, Гудименко, Шахов. Тренер — Є. Кучеревский.
«Хартс»: Г. Сміт, Макларен, Маккінлі, Левейн, Беррі (Кірквуд, 14), Райт, Д. Робертсон, Макрірі (Кідд, 58), Фостер, Сандісон, Колквіхуан. Тренер — Р. Кларк. 
| 3 жовтня 1990 |

| «Хартс»                                 | 3 – 1 | «Дніпро»         |
| --------------------------------------- | ----- | ---------------- |
| Макферсон 20' Робертсон 84', 44' (пен.) | звіт  | Шахов 42' (пен.) |

| «Тайнкасл Парк» (Едінбург) Глядачів: 18 000 Арбітр: Н. Хелл (Норвегія) |

«Хартс»: Г. Сміт, Макларен, Маккінлі, Левейн, Кірквуд, Макферсон, Колквіхуан (Д. Фергюссон, 68), Райт (Маккей, 33), Д. Робертсон, І. Фергюссон, Бенон. Тренер — Р. Кларк.
«Дніпро»: Городов, Юдін (Бенько, 76), Геращенко, Сидельников, Беженар, Кудрицький, Багмут, Мамчур, Сон, Гудименко (Яровенко, 68), Шахов. Тренер — Є. Кучеревский.

## Сумарна статистика
Список гравців, які виступали за дніпропетровську команду, в єврокубкових турнірах, за часів СРСР: